# Parafia św. Pawła Apostoła w Gdyni
Parafia św. Pawła Apostoła w Gdyni – rzymskokatolicka parafia znajdująca się w gdyńskiej dzielnicy Pogórze Górne. Wchodzi w skład dekanatu Gdynia Oksywie archidiecezji gdańskiej.

## Historia
Parafia została erygowana 15 kwietnia 1982 dekretem biskupa Mariana Przykuckiego. W 1987 rozpoczęła się budowa kościoła. 25 marca 1992 papież Jan Paweł II wydał bullę Totus Tuus Poloniae Populus reorganizującą administrację kościelną w Polsce; zgodnie z tymi zmianami, parafia stała się częścią archidiecezji gdańskiej. 25 czerwca 1992 nastąpiła konsekracja kościoła, której dokonał Tadeusz Gocłowski CM, arcybiskup metropolita gdański.

## Proboszczowie
- 1982–2015: ks. kan. Zbigniew Walczak[1]
- od 23 kwietnia 2015: ks. prał. mgr lic. Stefan Pasternak[2]